# Peter Carvalho
Peter Carvalho (Quepem, 18 december 1980) is een Indiaas voetballer die bij voorkeur als middenvelder speelt. Sinds 2004 speelt hij voor Dempo SC, dat hem in het najaar van 2014 verhuurde aan FC Goa.

## Interlandcarrière
Carvalho maakte op 10 juli 2011 zijn debuut voor India in de wedstrijd tegen de Maldiven.
| Interlands van Peter Carvalho voor India | Interlands van Peter Carvalho voor India | Interlands van Peter Carvalho voor India | Interlands van Peter Carvalho voor India | Interlands van Peter Carvalho voor India | Interlands van Peter Carvalho voor India |
| №                                        | Datum                                    | Wedstrijd                                | Uitslag                                  | Soort wedstrijd                          | Doelpunten                               |
| Als speler bij Dempo SC                  | Als speler bij Dempo SC                  | Als speler bij Dempo SC                  | Als speler bij Dempo SC                  | Als speler bij Dempo SC                  | Als speler bij Dempo SC                  |
| ---------------------------------------- | ---------------------------------------- | ---------------------------------------- | ---------------------------------------- | ---------------------------------------- | ---------------------------------------- |
| 1.                                       | 10 juli 2011                             | Malediven – India                        | 1 – 1                                    | Vriendschappelijk                        | 0                                        |
| 2.                                       | 17 juli 2011                             | Qatar – India                            | 1 – 2                                    | Vriendschappelijk                        | 0                                        |
| 3.                                       | 21 augustus 2011                         | Trinidad en Tobago – India               | 3 – 0                                    | Vriendschappelijk                        | 0                                        |